# EuroLOT
EuroLOT was een Poolse regionale luchtvaartmaatschappij. De maatschappij werd opgericht op 17 december 1996 om regionale diensten over te nemen van LOT Polish Airlines. Ze had als basis Luchthaven Warschau Frédéric Chopin in Warschau, Polen. Volgens de Poolse overheid, die een meerderheidsbelang in de maatschappij bezat, was het niet mogelijk de maatschappij rendabel te maken. Daarom is deze per 1 april 2015 opgeheven.

## Vloot
De vloot van EuroLOT bestond in april 2014 uit:
- 3 ATR-72-200
- 3 Embraer 175
- 11 Dash Q400 NG

## Codes
- IATA Code: K2 (World Airlines)
- ICAO Code: ELO
- Roepnaam: EuroLOT